# Marcantonio Memmo
Marcantonio Memmo (11 novembre 1536, Venise – 31 octobre 1615, Venise) est le 91e doge de Venise élu en 1612.
Vieux et en mauvaise santé avant même son élection, Marcantonio Memmo vit les trois ans de son dogat sans gros problèmes cherchant seulement à gérer l'état sans grandes prétentions.

## Biographie
Marcantonio Memmo est le fils de  Giovanni et Bianca Sanudo, moyennement riche, pendant le cours de sa vie, il se distingue par la clairvoyance avec laquelle il sait administrer son patrimoine et pour l'habileté à assumer des charges jugées difficiles. Provéditeur militaire, podestat et procurateur, il a un parcours respectable et aurait pu espérer être doge même plus tôt. Les Memmo appartiennent aux vieilles familles supplantées politiquement par les nouvelles, plus dynamiques notamment en raison de leur activité mercantile.
Depuis 1382, les vieilles familles n'avaient pas réussi à battre un de leurs concurrents et lorsque  Memmo se présente, en 1606, il avait dû renoncer n'ayant pas de soutiens suffisants.
Désormais âgé, certains pensent qu'il aurait dû se retirer mais les vieilles familles continuent à soutenir sa candidature.

### Le dogat
À la suite d'une préparation minutieuse dans les jours qui suivent la mort du doge Leonardo Donato, tout se décide dès le premier scrutin et d'une manière massive, 38 voix sur 41. Les « nouvelles maisons » sont surprises de la nouveauté de la campagne et Memmo est élu le 24 juillet 1612.
Des fêtes grandioses sont organisées, Memmo rapidement se met à se passionner pour les fêtes, les présidant  toutes et cherchant à se faire bien apprécier par le peuple.
Son règne est marqué en politique étrangère par l'affrontement avec l'Autriche en raison de son soutien aux Uscoques (1615).
Il meurt le 31 octobre 1615. Son tombeau se trouve dans la basilique San Giorgio Maggiore tandis qu'une statue du doge se trouve sur la façade de la basilique. Les deux œuvres sont des réalisations de Giulio da Moro.